# دانا كي
دانا كي (بالإنجليزية: Dana Key)‏ هو عازف قيثارة وموسيقي أمريكي، ولد في 30 ديسمبر 1953، وتوفي في 6 يونيو 2010.

## وصلات خارجية
- دانا كي على موقع ميوزك برينز (الإنجليزية)
- دانا كي على موقع ديسكوغز (الإنجليزية)